# Riproduzione degli uccelli

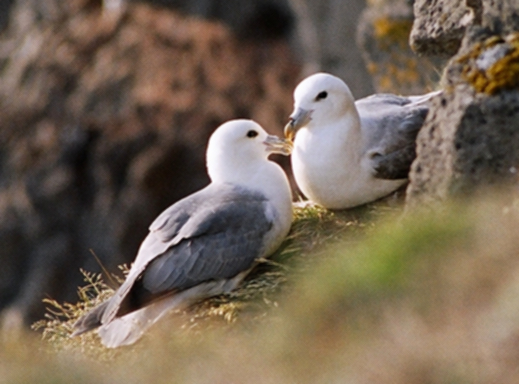
Coppia di Fulmari che nidifica a Látrabjarg, sulle coste occidentali dell'Islanda (Fulmarus glacialis).

La riproduzione degli uccelli è un ciclo produttivo che si compone di molte fasi, alcune precedenti alla riproduzione vera e propria, altre successive. Fra le prime troviamo la migrazione per raggiungere il luogo di nidificazione e la scelta del nido. Dopo l'avvenuta riproduzione gli uccelli devono affrontare un importante periodo in cui i genitori (in genere la madre) si occupano di proteggere la prole dagli attacchi dei predatori naturali. Inoltre, la riproduzione degli uccelli dipende da vari fattori (come la durata del giorno, l'intensità della luce e l'alimentazione) che ne rendono ancora più complicata la buona riuscita.
I biologi concordano sul fatto che la riproduzione degli uccelli sia fra i più complessi cicli produttivi presenti nel genere animale a causa delle problematiche presenti nelle varie fasi. 
La riproduzione degli uccelli, animali ovipari, viene detta sessuata.

## Le fasi della riproduzione
Corteggiamento
Un periodo molto importante nella fase dell'accoppiamento è quello del corteggiamento, precedente alla fecondazione. Questa fase, presente in maniera più o meno marcata in tutte le specie animali, assume un'importanza e una natura particolare nel caso degli uccelli. Diversi studi hanno portato alla luce risultati interessanti secondo cui questo comportamento sembrerebbe avere funzioni molteplici.

### Isolamento riproduttivo
Durante il corteggiamento il maschio esibisce la sua appartenenza alla specie. Nella coppia avvengono scambi di segnali specifici e caratteristici di una data specie. In questo modo i due partner riconoscono l'appartenenza alla stessa specie e vengono evitati fenomeni di ibridazione che porterebbero ad uno spreco di energie (in generale accoppiamenti sterili).

### Incontro tra individui
Nel caso di specie presenti su un vasto territorio il corteggiamento serve anche come strumento per l'avvicinamento fra due animali di sesso opposto: il canto è proprio adatto a questo scopo, segnalando la presenza di uccelli appartenenti alla stessa specie anche a grandi distanze; la femmina, avvertendo il segnale, si sposterà nel tentativo di trovare il partner.

### Esibizione
Sia il maschio che la femmina cercano di impressionare il partner. Il successo o meno di questa fase è di fondamentale importanza: la femmina sceglierà il suo compagno in base alle sue caratteristiche fisiche. Molto spesso, infatti, gli uccelli di sesso maschile mutano il loro aspetto durante il corteggiamento. In questa fase i colori del piumaggio brillano, le penne si alzano e le sacche vocali si gonfiano. Tutto questo per impressionare la femmina, che sceglierà il partner capace di offrire una maggiore probabilità di riuscita nell'accoppiamento. Fra le esibizioni più comuni troviamo canti, danze a cui partecipano anche entrambi i partner, costruzione di nidi che vengono successivamente adornati con bacche, fiori, gusci.

### I vari tipi di nido
Proprio per il fatto che gli uccelli sono una classe ovipara, si comprende l'importanza che ha, nella riproduzione, la costruzione del nido, destinato ad accogliere le uova e la coppia nella fase della cova. Solitamente è la femmina che si assume la responsabilità di costruire il nido, dopo aver trovato un posto sufficientemente adatto: esso deve essere al riparo dalle intemperie e soprattutto al sicuro dai predatori che si nutrono di uova. La nidificazione avviene nei posti più disparati a seconda della specie: sui rami degli alberi, sulle costruzioni artificiali dell'uomo (come nel caso delle rondini e delle cicogne), in cavità naturali o anche sull'acqua. Il mignattino, ad esempio, trova riparo nelle zone paludose su piccole isolette di erbe galleggianti. Il pendolino, invece, costruisce un nido intrecciato molto complicato, simile a un fiasco, appeso ai rami degli alberi. In alcuni casi, la nidificazione può avvenire in nidi artificiali, manufatti predisposti e collocati a tale scopo dall'uomo.
Nel corso dell'evoluzione ogni specie ha sviluppato tecniche per la costruzione del nido che fossero le più adatte per l'ambiente in cui vive; interessanti esempi sono i nidi dei megapodi australasiani, i quali costruiscono dei tumuli di incubazione (mucchi di sostanze organiche in decomposizione). Gli uccelli scavano gallerie nei suddetti covoni  per deporvi le uova. Il calore prodotto dalla decomposizione favorisce la schiusa delle uova, ma quando la temperatura raggiunge livelli eccessivi, il maschio provvede a rimescolare il mucchio assicurandosi con il becco che la temperatura scenda a livelli adatti alla nascita dei piccoli.
Non è raro il caso in cui intere colonie si riuniscano per la nidificazione (è il caso dei gabbiani o dei pinguini) raggiungendo anche il milione di individui.

### Le uova e la prole

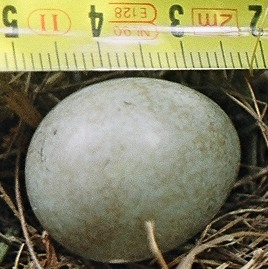
Uovo di merlo (Turdus merula).

Una volta trovato il luogo adatto alla riproduzione e costruito il nido, una delle fasi più importanti è la deposizione delle uova. Il caso più comune è quello in cui ne vengono deposte alcune (in generale un numero compreso fra due e cinque), ma capita che in certe specie, come i pinguini, venga fecondato un unico uovo.
La forma delle uova, il loro colore e la consistenza variano in base alla specie di appartenenza e ne esiste un'enorme varietà. La differenza fra le suddette qualità è causata soprattutto dalle caratteristiche ambientali in cui vive l'esemplare. Le urie, uccelli nordici, dovendo sfruttare gli esigui spazi disponibili sulle scogliere, non costruiscono nidi, ma depongono uova a forma di pera per impedirne il rotolamento. 

### La cova

#### L'incubazione
Nella riproduzione degli uccelli, per consentire la formazione dell'embrione, è necessario che le uova vengano mantenute ad una temperatura abbastanza elevata: questa fase viene detta incubazione. In quasi tutte le specie di uccelli è presente l'istinto della cova, con cui i genitori riescono a mantenere la temperatura delle uova al di sopra di certi limiti. In generale questo processo viene effettuato sfruttando la temperatura corporea degli stessi genitori. Alcune specie hanno delle particolari zone del loro corpo (dette placche incubatrici) atte a questo scopo, in cui la pelle si assottiglia e la temperatura è più elevata. Ci sono specie che adottano particolari tecniche per raggiungere lo stesso scopo: le sule stringono l'uovo con le loro zampe palmate, i pinguini proteggono l'uovo con le pieghe del ventre stando in piedi, alcune specie tropicali sfruttano le radiazioni solari.

#### Le difficoltà che possono sorgere durante la cova
La fase della cova si ripete solitamente più volte nel corso di un anno (fino ad un massimo di tre, quattro volte). Essa non avviene sempre nel medesimo modo, ma dipende strettamente dalla zona in cui è avvenuta la deposizione e dalla disponibilità di cibo per i genitori. Questi ultimi possono decidere, in casi estremi, di abbandonare il nido in cerca di cibo. Il periodo di incubazione spesso è molto lungo e raggiunge in alcuni casi anche i due mesi. Proprio per questo motivo i genitori potrebbero essere costretti ad andare a cercare il cibo lontano dalla zona in cui sono deposte le uova, in base alla stagione o al clima dell'ambiente circostante.
Una volta terminato il periodo di incubazione, il piccolo sente l'istinto di uscire dall'uovo e perfora il guscio con il becco temporaneamente rivestito da un'escrescenza atta alla scopo. Nella maggior parte dei casi il piccolo viene classificato come prole inetta ed ha bisogno delle costanti attenzioni dei genitori che devono fornirgli cibo e protezione. Molte specie di uccelli, per stimolare l'istinto dell'imbeccata da parte dei genitori, hanno delle colorazioni particolari sui bordi e all'interno becco nella fase iniziale della loro vita.

## Riproduzione in cattività: il caso dei canarini
Prendendo come esempio il caso dei canarini in cattività, la fase di riproduzione subisce molti cambiamenti e l'uomo assume un ruolo fondamentale. Innanzitutto, egli si dovrà occupare di trovare una collocazione adatta alla gabbia che dovrà avere la possibilità di un divisorio centrale da inserire per la separazione del maschio dalla femmina. La gabbia dovrà avere un'esposizione in zona ben illuminata. Durante la deposizione delle uova, fase successiva all'accoppiamento, potrebbero mancare al canarino sostanze importanti per la sua alimentazione. L'uccellino avrebbe trovato queste sostanze in natura, quindi potrebbe essere necessario integrare il suo mangime con pastoncini di supporto energetico. Un altro importante compito dell'uomo è quello di verificare che l'atteggiamento del maschio nei confronti della femmina non diventi aggressivo. In questo caso potrebbe essere necessario separare i due esemplari fino alla schiusa delle uova, onde evitare che la femmina smetta di covare. 

### Problemi di fertilità e riproduzione dei canarini in cattività
In base all'età dei canarini o alle loro condizioni fisiche può succedere che la femmina deponga uova chiare, cioè non fecondate. Sono molte le cause attribuibili a questo problema ed alcune sono imputabili all'uomo: errori alimentari, illuminazione scarsa e conseguente mancanza di raggi ultravioletti nella zona intorno al nido. Un altro problema riguarda il caso non raro in cui la femmina smetta di covare le uova. L'allevatore può rimediare ponendole in un altro nido, facendo attenzione che l'inizio dell'incubazione sia avvenuto nello stesso momento.

## Riproduzione cooperativa tra specie di codirosso
Protagoniste di questo evento dapprima sconosciuto sono due specie di uccelli, il codirosso comune, uccello migratore e il codirosso spazzacamino, più fedele al Mediterraneo. Un gruppo di ricercatori italiani (Cnr e della Stazione zoologica Anton Dohrn) ha documentato, per la prima volta, un nido in cui gli animali delle due specie hanno deciso di allevare la prole insieme. Dove l'allevamento cooperativo all'interno della stessa specie è un esempio piuttosto diffuso di altruismo in zoologia, molto rari sono gli esempi di nidiate miste. Tramite l'utilizzo di videotrappole i ricercatori hanno notato che ciascun genitore nutrisse sia i propri pulcini che quelli dell'altra specie. Da tale osservazione è stato ipotizzato che anche la costruzione del nido fosse avvenuta in cooperazione fra le due specie, e che fosse avvenuta una sincronizzazione sulla deposizione delle uova, in modo che tutti i piccoli si involassero tra il tredicesimo e il quattordicesimo giorno. Una volta avvenuta la schiusa tutti e quattro i genitori su occuparono di procacciare cibo per i piccoli senza ancora sapere di chi fossero questi, e appena il piumaggio lo ha premesso si è scoperto che erano tre giovani codirossi spazzacamino e due codirossi comuni. Si trattava a tutti gli effetti di una nidificazione congiunta fra due specie diverse, avvenuta con un ottimo successo: tutti e cinque i piccoli si sono involati con successo, e il nido ha rivelato un solo uovo non schiuso. Nonostante la similitudine fenotipica, le due specie non si ibridano: i comportamenti altruistici tra specie diverse sono molto rari in generale, tanto più tra specie come queste che condividono una nicchia ecologica quasi completamente sovrapposta.

### I nest helper
Approcci di cooperazione in natura sono frequenti dove il branco sostiene tutti i cuccioli nati indipendentemente dal grado di parentela, più o meno stretto, e le femmine allattano i piccoli che ne hanno bisogno senza discriminarli rispetto ai propri. Tale processo lo possiamo osservare anche con gli uccelli, dove ci sono individui che adottano nidi altrui aiutando i genitori biologici a nutrire e proteggere i piccoli: sono i cosiddetti nest helper, tra i quali compaiono individui, da 1 a 6, che collaborano all'allevamento della prole pur essendo esclusi dalla costruzione del nido e dagli aspetti sessuali. Non depongono né covano, ma procacciano il cibo e alimentano i piccoli che proteggono da eventuali predatori, ed essi fanno ciò nell'impossibilità di allevare prole propria, determinando un incremento per il successo riproduttivo dei conspecifici. Per fare un esempio, questo comportamento è stato osservato nelle cornacchie in quanto la coppia che nidifica viene aiutata dai nati delle covate precedenti, come se molti individui rinuncino a riprodursi per evitare di generare un numero di piccoli in un contesto in cui non ci siano risorse per farli sopravvivere, accettando di collaborare all'allevamento di piccoli di altri genitori.